# دفاع استراتژیک
دفاع استراتژیک (انگلیسی: Strategic defence) دکترین نظامی یک طرح عملیات نظامی است که هدف آن دفاع از امنیت ملی و پیکار و مهار، مقاومت و دفع حملات استراتژیک آفندی و تهاجم نظامی از اقلیم، سرزمین یا مرز هوایی یا تهاجم هوایی است، یا بخشی از حمله‌هایی که در فضای سایبر یا جنگ مجازی صورت می‌گیرد؛ یا حمله‌های دریایی مانند قطع حمل و نقل دریایی (راه‌های دریایی) و ایجاد ترافیک به عنوان نوعی جنگ اقتصادی به حساب می‌آید.
دفاع استراتژیک در طبیعتش این‌گونه نیست که پاسیو باشد، بلکه اغلب همراه است با فریب نظامی، پروپاگاندا و جنگ روانی و از جمله جنگ پیش‌دستانه و تمامی اشکال به‌کارگیری نیروی نظامی را شامل می‌شود و اغلب سازمان‌های دفاع مدنی را نیز در برمی‌گیرد.
در تئوری نظامی، دفاع استراتژیک را به درکی از فهم و جذب هر پیشینه نظری و تاریخی از هرگونه جنگ یا تعارض جنگی نامیده می‌شود که با تصمیم‌گیری در بالاترین سطح روبرو است؛ بنابراین، برای درک کامل فعالیتهای دفاع استراتژیک، تحلیلگران باید درک دقیقی از مطالعه چالشها و موضوعات مربوط به (ژئوپلیتیک) و اقتصاد اجتماعی یا مسائلی که مربوط به دولت ملی یا موسسات بزرگ است داشته باشند.